# Australia na Mistrzostwach Świata w Lekkoatletyce 2015
Australia na Mistrzostwach Świata w Lekkoatletyce 2015 – reprezentacja Australii podczas Mistrzostw Świata w Pekinie liczyła 43 zawodników, z których dwóch zdobyło srebrne medale.

## Występy reprezentantów Australii

### Mężczyźni

#### Konkurencje biegowe
| Konkurencja                   | Zawodnik          | Runda 1  | Runda 1 | Półfinał | Półfinał | Finał        | Finał   |
| Konkurencja                   | Zawodnik          | Rezultat | Pozycja | Rezultat | Pozycja  | Rezultat     | Pozycja |
| ----------------------------- | ----------------- | -------- | ------- | -------- | -------- | ------------ | ------- |
| Bieg na 800 m                 | Josh Ralph        | 1:48,90  | 35.     | NQ       | NQ       | NQ           | NQ      |
| Bieg na 800 m                 | Jeffrey Riseley   | 1:46,79  | 14. Q   | DNS      | DNS      | NQ           | NQ      |
| Bieg na 1500 m                | Ryan Gregson      | 3:43,54  | 29.     | NQ       | NQ       | NQ           | NQ      |
| Bieg na 5000 m                | Collis Birmingham | 13:34,58 | 58.     | —        | —        | NQ           | NQ      |
| Bieg na 5000 m                | Brett Robinson    | 13:49,63 | 25.     | —        | —        | NQ           | NQ      |
| Bieg na 110 m przez płotki    | Nicholas Hough    | 13,69    | 28.     | NQ       | NQ       | NQ           | NQ      |
| Bieg na 3000 m z przeszkodami | James Nipperess   | 8:56,01  | 33.     | —        | —        | NQ           | NQ      |
| Chód na 20 km                 | Dane Bird-Smith   | —        | —       | —        | —        | 1:21:37      | 8.      |
| Chód na 20 km                 | Chris Erickson    | —        | —       | —        | —        | 1:25:15      | 32.     |
| Chód na 20 km                 | Jared Tallent     | —        | —       | —        | —        | 1:24:19      | 26.     |
| Chód na 50 km                 | Chris Erickson    | —        | —       | —        | —        | 3:51:26 (SB) | 13.     |
| Chód na 50 km                 | Jared Tallent     | —        | —       | —        | —        | 3:42:17 (SB) | srebro  |

#### Konkurencje techniczne
| Konkurencja    | Zawodnik         | Eliminacje | Eliminacje | Finał     | Finał   |
| Konkurencja    | Zawodnik         | Rezultat   | Pozycja    | Rezultat  | Pozycja |
| -------------- | ---------------- | ---------- | ---------- | --------- | ------- |
| Skok wzwyż     | Joel Baden       | 2,26 (SB)  | 21.        | NQ        | NQ      |
| Skok wzwyż     | Brandon Starc    | 2,31 (PB)  | 5. Q       | 2,25      | 12.     |
| Skok w dal     | Fabrice Lapierre | 8,03       | 11. q      | 8,24 (SB) | srebro  |
| Rzut dyskiem   | Benn Harradine   | 62,48      | 12. q      | 62,05     | 10.     |
| Rzut dyskiem   | Julian Wruck     | 62,63      | 10. q      | 60,01     | 12.     |
| Rzut oszczepem | Hamish Peacock   | 79,37      | 18.        | NQ        | NQ      |

### Kobiety

#### Konkurencje biegowe
| Konkurencja                   | Zawodniczka                                                | Runda 1       | Runda 1 | Półfinał | Półfinał | Finał         | Finał   |
| Konkurencja                   | Zawodniczka                                                | Rezultat      | Pozycja | Rezultat | Pozycja  | Rezultat      | Pozycja |
| ----------------------------- | ---------------------------------------------------------- | ------------- | ------- | -------- | -------- | ------------- | ------- |
| Bieg na 100 m                 | Melissa Breen                                              | 11,61         | 41.     | NQ       | NQ       | NQ            | NQ      |
| Bieg na 200 m                 | Ella Nelson                                                | 23,33         | 38.     | NQ       | NQ       | NQ            | NQ      |
| Bieg na 400 m                 | Anneliese Rubie                                            | 51,59 (PB)    | 23. q   | 52,04    | 22.      | NQ            | NQ      |
| Bieg na 1500 m                | Melissa Duncan                                             | 4:09,29       | 20.     | NQ       | NQ       | NQ            | NQ      |
| Bieg na 1500 m                | Heidi See                                                  | 4:20,65       | 33.     | NQ       | NQ       | NQ            | NQ      |
| Bieg na 5000 m                | Madeline Heiner                                            | 15:47,97      | 16.     | —        | —        | NQ            | NQ      |
| Bieg na 5000 m                | Eloise Wellings                                            | 15:26,67 (SB) | 10. Q   | —        | —        | 15:09,62 (SB) | 10.     |
| Maraton                       | Julia Degan                                                | —             | —       | —        | —        | 2:49,26 (SB)  | 46.     |
| Maraton                       | Sinead Diver                                               | —             | —       | —        | —        | 2:36,38 (SB)  | 21.     |
| Maraton                       | Sarah Klein                                                | —             | —       | —        | —        | 2:37,58 (SB)  | 23.     |
| Bieg na 100 m przez płotki    | Michelle Jenneke                                           | 13,02         | 17. Q   | 13,01    | 18.      | NQ            | NQ      |
| Bieg na 400 m przez płotki    | Lauren Wells                                               | 55,65 (SB)    | 12. Q   | 56,04    | 14.      | NQ            | NQ      |
| Bieg na 3000 m z przeszkodami | Madeline Heiner                                            | 9:30,79       | 16.     | —        | —        | NQ            | NQ      |
| Bieg na 3000 m z przeszkodami | Genevieve LaCaze                                           | 9:39,35       | 22.     | —        | —        | NQ            | NQ      |
| Bieg na 3000 m z przeszkodami | Victoria Mitchell                                          | 8:43,73       | 26.     | —        | —        | NQ            | NQ      |
| Sztafeta 4 × 400 m            | Anneliese Rubie Jessica Gulli Lauren Wells Morgan Mitchell | 3:28,61 (SB)  | 12.     | —        | —        | NQ            | NQ      |
| Chód na 20 km                 | Kelly Ruddick                                              | —             | —       | —        | —        | DNS           | DNS     |
| Chód na 20 km                 | Beki Smith                                                 | —             | —       | —        | —        | DSQ           | DSQ     |
| Chód na 20 km                 | Rachel Tallent                                             | —             | —       | —        | —        | 1:36:27       | 34.     |

#### Konkurencje techniczne
| Konkurencja    | Zawodniczka        | Eliminacje | Eliminacje | Finał    | Finał   |
| Konkurencja    | Zawodniczka        | Rezultat   | Pozycja    | Rezultat | Pozycja |
| -------------- | ------------------ | ---------- | ---------- | -------- | ------- |
| Skok wzwyż     | Eleanor Patterson  | 1,92       | 9. q       | 1,92     | 8.      |
| Skok o tyczce  | Alana Boyd         | 4,55       | 11. q      | 4,60     | 11.     |
| Skok o tyczce  | Nina Kennedy       | NM         | NM         | NQ       | NQ      |
| Skok w dal     | Brooke Stratton    | 6,64       | 14.        | NQ       | NQ      |
| Rzut dyskiem   | Dani Samuels       | 62,01      | 8. q       | 63,14    | 6.      |
| Rzut oszczepem | Kimberley Mickle   | 59,83      | 22.        | NQ       | NQ      |
| Rzut oszczepem | Kathryn Mitchell   | 61,04      | 17.        | NQ       | NQ      |
| Rzut oszczepem | Kelsey-Lee Roberts | 60,18      | 20.        | NQ       | NQ      |